# Куенсел
«Куенсел» (англ. Kuensel) — перша газета в королівстві Бутан. Спочатку «Куенсел» була офіційним урядовим бюлетнем (випускалася з 1967 року) і лише в 1986 році була перетворена в щоденну газету. До квітня 2006 року — єдина газета в країні (30 квітня 2006 року був випущений перший номер «Бутан Таймс» — другої газети в королівстві і першої приватної газети).
З 1992 року виданням керує корпорація Kuensel Corporation, яка формально незалежна від державних органів, проте газета продовжує отримувати державні субсидії.
Газета виходить з періодичністю двічі на тиждень на трьох офіційних мовах королівства: дзонг-ке, англійською і непалі. На дзонг-ке та англійською газета виходить на 16 сторінках, на непалі — на 12 сторінках. Тексти статей, опублікованих в «Куенсел», повністю доступні в інтернет-версії.
Девіз газети — Kuensel. That the Nation shall be informed.
Головні редактори:
- Кінлі Дорджі (Kinley Dorji; 1986–2009).
- Пхунцо Вангді (Phuntsho Wangdi; з 2009)